# De grote voorvader
De grote voorvader is het dertiende album uit de stripreeks Jugurtha van de Belgische tekenaar Franz Drappier en schrijver Jean-Luc Vernal. Het album werd in 1985 voor het eerst in het Nederlandse taalgebied uitgebracht. 

## Verhaal
In gebied waar Jugurtha en Vania na de oversteek naar Afrika verblijven leven drie volkeren: de Tutsi, de Hutu en de Twa. De Tutsi zijn lang, herders en duchtige krijgers. Zij hebben lang geleden de Hutu, een volk die voornamelijk van de landbouw leven, onderworpen. En ook de Twa's, een dwergvolk, zijn aan hen onderhorig. De Tutsi houden zich strikt aan de traditie van de grote voorvader. De grote voorvader, die twee keer zo groot is als een normaal mens en onsterfelijk is, wenst dat er ieder jaar een offer van tien jonge maagden van het Hutu-ras plus een prinses van koninklijk Tutsi-bloed naar zijn heiligdom in de de maanbergen worden gebracht. 
Als Jugurtha en Vania, na de geslaagde opstand tegen Marsia, de stad van de Romeinen hebben verlaten, zijn zij getuige dat de bewoners worden aangevallen door de Tutsi krijgers en uitgemoord. Zij kunnen niks uitrichten, alleen het slavenmeisje Aïcha overleeft de moordpartij. Gedrieën trekken zij verder tot ze in de handen vallen van Mwami Nyzana, de Tutsi hoofdman.